# Cesare Maccari

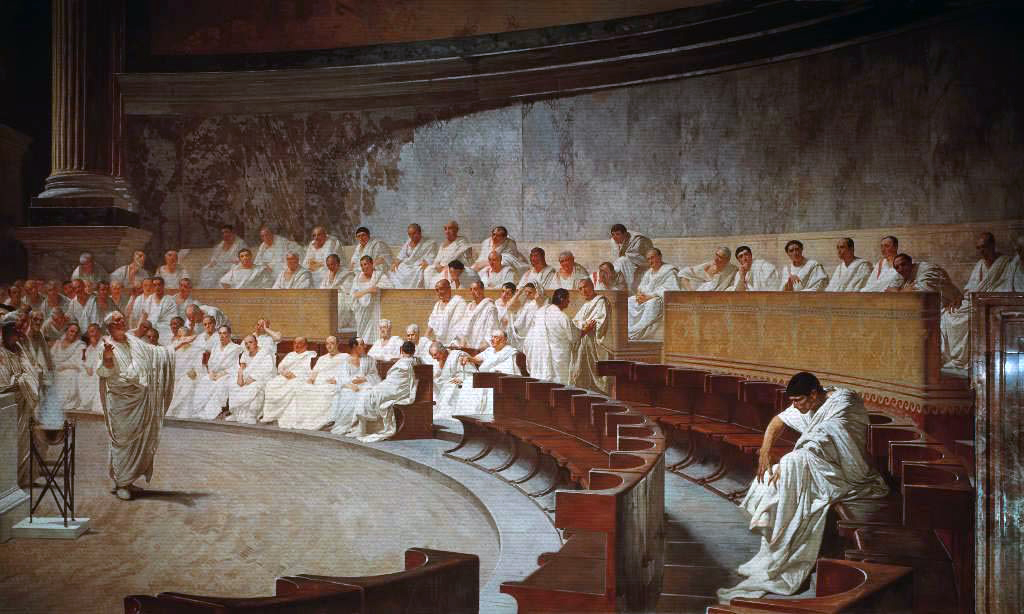
„Ciceros Rede gegen Catilina“, 1888, Palazzo Madama (Rom)

Cesare Maccari (* 9. Mai 1840 in Siena; † 17. April 1919 in Rom) war ein italienischer Maler und Bildhauer.

## Leben
Seine Eltern waren Giuseppe Maccari und Carolina Mannucci. Er besuchte das Collegio Tolomei in Siena, unter anderem mit Amos Cassioli. Cesare Maccari war unter Tito Sarrocchi Schüler des „Institut der schönen Künste“ (Istituto di belle arti di Siena) in Siena. Unter seiner Leitung arbeitete er mit ihm am Monumento a Giuseppe Pianigiani in der Basilica di San Domenico. Neben der Malerei wirkte Maccari auch einige Zeit als Bildhauer. Später arbeitete er in Florenz im Atelier von Luigi Mussini und kopierte dort 1864 im Auftrag einer englischen Gesellschaft die Werke Pinturicchios im Dom von Siena.
Einer der ersten, welcher Werke von Maccari erwarb, war der Marquis Ferdinando Pieri-Nerli. Der Marquis kaufte nicht nur Rebekka am Brunnen, die Geschenke Eleasars empfangend, sondern engagierte ihn, die Hauskapelle seiner Villa in Quinciano (Ortsteil von Monteroni d’Arbia) mit Fresken der vier Evangelisten auszuschmücken. 1865 wurde Maccaris Werk Mona Lisa, sich von Leonardo da Vinci malen lassend mit einem Preis ausgezeichnet. 1874 heiratete er Carolina Eppstein, mit ihr hatte er die Tochter Argia. Im Jahr 1896 wurde er zum Ehrenmitglied der Kunstakademie Dresden ernannt.
An der Accademia di San Luca in Rom wirkte Maccari lange Zeit als Dozent. Er starb am 17. April 1919 und wurde auf dem Friedhof Campo Verano zur letzten Ruhe gelegt.

## Werke (Auswahl)
- Vittoria Colonna, über die Gedichte Michelangelos nachdenkend (1868)
- Sira, sich für ihre Herrin Fabiola opfernd (1869)
- Ein Triklinium (1879)
- Absetzung des Papstes Silvester III.
- Am Tag der ersten Kommunion in Venedig
- Genua, Chiesa della Consolazione: Fresken im Presbyterium (1889)
- Loreto, Basilika vom Heiligen Haus in Loreto: Storia del Dogma dell’Immacolata e delle Litanie Lauretane (1895/1907)
- Monteroni d’Arbia, Cappella Pieri Nerli a Quinciano: Quattro Evangelisti, Fresko
- Rom, Chiesa del Santissimo Sudario dei Piemontesi: Fresken (1870/73)
- Rom, Quirinalspalast: Amor, die drei Grazien krönend, Fresko.
- Rom, Palazzo Madama (Sitz des italienischen Senats): Ciceros Rede gegen Catilina (1888 entstanden, Fresko)
- Siena, Accademia Musicale Chigiana, Sala Casella: Fabiola[3]
- Siena, Basilica di San Francesco, Cappella delle Particole: Sant’Anna e la Madonna Bambina che fa l’elemosina a dei poveri (1890 entstanden)[3]
- Siena, Camposanto della Misericordia di Siena: Fresken in der Capella Franci und der Capella Piccolomini-Clementini-Finetti-Cinughi (1892)[3]
- Siena, Dom von Siena: Il battista visitato in carcere dai discepoli (1868 entstanden)[3]
- Siena, Palazzo Pubblico, Sala del Risorgimento:[3]
  - Vittorio Emanuele riceve a Firenze l’esito del plebiscito di Roma
  - I funerali del Re al Pantheon